# Ton Richter
Ton Richter   (Blaricum, 16 de novembre de 1919 - Hilversum, 10 d'agost de 2009) va ser un jugador d'hoquei sobre herba neerlandès que va competir durant les dècades de 1940 i 1950.
El 1948 va prendre part en els Jocs Olímpics de Londres, on va guanyar la medalla de bronze com a membre de l'equip neerlandès en la competició d'hoquei sobre herba.